# Heilig-Kreuz-Kloster
Kloster Heilig Kreuz (Kloster Heiligkreuz bzw. Abtei Sainte-Croix) heißen Klöster, die dem Hl. Kreuz Christi geweiht sind.

## Klöster nach Ländern

### Ägypten
- Dair aṣ-Ṣalīb al-muqaddas, arabisch دير الصليب المقدس ‚Heiligkreuzkloster‘, auch Dair al-Anbā Schinūda, arabisch دير الانبا شنودة ‚Schenute-Kloster‘, koptisch-orthodoxes Kloster im Dorf Ḥāgir Danfīq, nördlich von Luxor

### Deutschland
- Kloster Heilig Kreuz (Augsburg) in Bayern (Augustiner-Chorherren, jetzt Dominikaner)
- Kloster Heilig Kreuz (Donauwörth) in Bayern (Benediktiner)
- Kloster Heiligkreuz (Kempten) in Bayern (Franziskaner)
- Kloster Heilig Kreuz (Meißen) in Sachsen (Benediktinerinnen)
- Kloster Heilig Kreuz (Mindelheim) in Bayern (Franziskaner-Tertiarinnen)
- Kloster Heilig-Kreuz (Püttlingen) im Saarland (Redemptoristinnen)
- Kloster Heilig-Kreuz (Regensburg) in Bayern, (Dominikanerinnen)
- Kloster Heiligkreuz (Saalburg) in Thüringen (Zisterzienserinnen)
- Kloster zum Heiligen Kreuz (Rostock) in Mecklenburg (Zisterzienserinnen)
- Kloster Heilig Kreuz (Wismar) in Mecklenburg (Franziskaner)
- Kloster Heilig Kreuz (Braunschweig) in Niedersachsen (zunächst Benediktinerinnen, ab ca. 1400 Zisterzienserinnen)

### Frankreich
- Abtei Sainte-Croix (Bouzonville), ehemalige Benediktinerabtei
- Abtei Ste-Croix (Poitiers), ehemalige Abtei

### Griechenland
- Moni Timiou Stavrou (Heilig-Kreuz-Kloster)

### Irland
- Holy Cross Abbey (Zisterzienser)

### Österreich
- Ödes Kloster Baumgarten, Burgenland
- Stift Heiligenkreuz im Wienerwald, Niederösterreich (Zisterzienser)

### Polen
- Kloster Święty Krzyż im Heiligkreuzgebirge (Benediktiner, jetzt Oblaten der Unbefleckten Maria)

### Portugal
- Kloster Santa Cruz (Coimbra)

### Schweiz
- Kloster Heiligkreuz (Cham) im Kanton Zug (Benediktinerinnen)

### Vereinigtes Königreich
- Waltham Abbey in Essex, England (Augustiner-Chorherren)

### Zypern
- Stavrovouni-Kloster, Larnaka